# Core22
Core22 ist eine Pop- und Rock-Band aus der französischsprachigen Schweiz, die ursprünglich unter dem Namen Core bekannt wurde.

## Bandgeschichte
Die aus Vevey stammende Band wurde 1994 unter dem Namen Core in Lausanne gegründet und bestand zum damaligen Zeitpunkt aus Sonia Heller, Guillaume Desboeufs, Dick Sunday, Claude Müller und Yann Rouiller.
Der 1996 veröffentlichten Single Easy Gun folgte das rockige Debütalbum Transformer, das auf Platz 4 in die deutschen Alternative-Charts einstieg und Core europaweit zum hoffnungsvollen Newcomer der Musikpresse machte.
Mit dem zweiten Album Not Your Size (1997) wurde Core auch in den USA bekannt. Die Single Crocodile erreichte beste Platzierungen bei amerikanischen College-Radiostationen. Das Album enthielt neben den bisher ausschliesslich englischsprachigen Titeln der Band auch eine Coverversion von Je t’aime … moi non plus von Serge Gainsbourg.
Trotz der bisherigen Erfolge blieb der Durchbruch auf dem Massenmarkt aus. Daher drängte die damalige Plattenfirma (BMG) auf „radiotauglichere“ Musik. Dieser Forderung wurde Core mit ihrem dritten Album Hold Your Breath (1998) gerecht, für dessen Aufnahme sie sich von Gitarrist Dick Sunday trennte. Die Singleauskopplung Dive Into The Ocean wurde ein kommerzieller Erfolg, weshalb die Band sich jedoch weigerte, das Lied bei Livekonzerten zu spielen.
1999 begab sich Core auf neue musikalische Wege und veröffentlichte gemeinsam mit dem britischen Produzenten-Duo Eskimos & Egypt ein Remix-Album mit dem Titel Core vs. Bigg Bugg – Out Of Manchester. Ende 1999 musste die Gruppe ihren Namen auf Core22 ändern, da eine US-amerikanische Band den Namen Core schon länger trug. Die Zahl 22 sei ihre Glückszahl, so Sängerin Sonia Heller.
Die Kontakte zur britischen Musikszene beeinflussten massgeblich den Stil des folgenden Albums. Obwohl sich die Band beinahe getrennt hätte, erschien nach zweijähriger Produktionszeit das Album Massive Love, das in Fachkreisen sehr gute Kritiken erhielt. Darüber hinaus bescherte die melancholische Single Sorry der Band gute Verkaufserfolge. Nachdem Bassist Claude Müller durch Marcel Schwegler ersetzt wurde, folgte eine zweijährige Tournee.
Mit der im Februar 2003 veröffentlichten Single Fly und dem kurz darauf erschienenen Album Nuance verabschiedete sich Core22 grösstenteils von rockigen Elementen. Stattdessen wurden die Fans mit ruhigeren Popsongs überrascht, für die auch eher ungewohnte Instrumente wie Piano und Akustikgitarre zum Einsatz kamen. Neu waren zudem Schlagzeuger Luca Smeriglio und Christophe Picasso am Bass, die Yann Roullier und Marcel Schwegler ablösten. Unverändert blieben jedoch die Stimme und der unverwechselbare Gesangsstil von Frontfrau Sonia Heller.
Unter dem Titel Replay brachte Core22 im Mai 2004 ein Best-of-Album mit 22 Erfolgen der vergangenen zehn Jahre auf den Markt.
2006 erschien das Album Killer Love Angel. Die erste Single daraus, Heart on Fire, präsentierte Core22 im Januar in der Fernsehsendung PISA im Schweizer Fernsehen SF1. Von den wie angekündigt „rockigeren Elementen“ ist allerdings bei diesem Song noch wenig zu spüren. Im Herbst 2006 löste sich Core22 auf.
Im August 2021 veröffentlichte Sonia Heller Sängerin, ihre erste solo Single All over You (Easy Gun Records). Im März 2022 folgte die Single Cherry Tree.
Die Single Open Your Heart feat. Khalifa City Lost Boys wurde im November 2023 veröffentlicht. Den bisher grössten Erfolg erreichte Sonia Heller mit der Single
Ready To Die die im Mai 2024 veröffentlicht wurde.

## Diskografie
- 1996: Transformer
- 1997: Not Your Size
- 1998: Hold Your Breath
- 1999: Core vs. Bigg Bugg – Out of Manchester
- 2001: Massive Love
- 2003: Nuance
- 2004: Replay (Best Of)
- 2006: Killer Love Angel